# Valle d'Ampezzo
La Valle d'Ampezzo (altrimenti detta Conca Ampezzana, Anpezo in ladino, Haydental o Ampezzotal in tedesco) è una vallata dolomitica compresa nella provincia di Belluno.

## Geografia
La Valle d'Ampezzo è un'ampia e aperta conca dolomitica formatasi come bacino terminale di un antico ghiacciaio quaternario, ed è posizionata tra il Cadore (a sud-est) e la Val Pusteria (a nord), la Val d'Ansiei (a est), l'Alto Agordino (sud-ovest) e la Val Fiorentina (a sud). È circondata a 360° dalle Dolomiti Ampezzane, facenti parte della sottosezione delle Dolomiti di Sesto, di Braies e d'Ampezzo, nelle Alpi orientali. È percorsa dal fiume Boite e dai suoi affluenti, molti dei quali a regime torrentizio. L'intera alta valle è compresa all'interno del comune di Cortina d'Ampezzo. In località Dogana correva il confine tra i territori asburgici e quelli sotto la Repubblica di Venezia e poi Regno d'Italia.

## Storia
La prima testimonianza scritta in cui appare il nome di Ampezzo è su un documento custodito nell'archivio di San Vito di Cadore, che riguarda un atto notarile di acquisto di un terreno che si trova in "Ampitium Cadubri" datato 15 giugno 1156. A partire dal 1420, anno in cui cessa il potere temporale del Patriarcato di Aquileia, l'intero Cadore, incluso Ampezzo, entra a far parte della Repubblica di Venezia.
In seguito alle vicende belliche tra la Serenissima e la Lega di Cambrai, Ampezzo fu staccato dal Cadore e passò sotto il dominio degli Asburgo. Dal 1511 alla prima guerra mondiale Ampezzo fece parte dell'Impero d'Austria, (dal 1867 Austria Ungheria), più precisamente della regione del Tirolo. Durante il fascismo Ampezzo fu annesso alla Provincia di Belluno per favorirne l'italianizzazione. Spesso, anche se erroneamente, con l'espressione "Valle del Boite" ci si riferisce alla Valle d'Ampezzo e viceversa.

## Lingua
Ancora oggi, nella Valle d'Ampezzo è parlato l'idioma ladino. La Conca ampezzana è ufficialmente bilingue, e tutte le denominazioni sono riportate sia in italiano che in ladino.